# Scandale de l'huile frelatée
- Plus de 5 000 cas : Madrid.
- 5 000 - 1 001 : León et Valladolid.
- 1 000 - 501 : Segovia et Palencia.

Répartition géographique des personnes touchées par le syndrome dit de "l'huile frelatée" en 1981-1982
Plus de 5000 cas : Madrid.
5000 - 1001 : León et Valladolid.
1000 - 501 : Segovia et Palencia.
500 - 101 : Zamora, Salamanca, Ávila, Tolède, Burgos, Soria et Guadalajara.
100 - 51 : Cantabrie.
50 - 11 : Asturies, Ourense et Biscaye.

Le scandale dit « de l’huile frelatée » est une catastrophe sanitaire d'origine industrielle qui a fait, en 1981, 20 688 victimes en Espagne. Entre 370 à 835 en sont mortes, suivant les décomptes,.
La cause officielle de cette catastrophe, avancée à partir de 1981 par les autorités espagnoles, a été "confirmée" en 1983 lors d'une conférence internationale à Madrid et désignée alors sous le nom de « syndrome de l'huile toxique » (SHT). L'Organisation mondiale de la santé qui avait conclu sur une origine de l'empoisonnement venant de pesticides, modifie ensuite sa position. Désormais c'est une corrélation entre le syndrome toxique et la consommation d'huile dénaturée qui est mise en avant ; ce que soutiendront de nouveau les Comités d'Orientation de l'OMS de 1984 et de 1985,.
Cette crise sanitaire, intervenue dans une Espagne en phase de démocratisation et de modernisation mais fragilisée par une récente tentative de coup d'État et postulant à l'entrée dans la Communauté européenne, a donné lieu, dès cette époque et dans les années suivantes, à une polémique, puisque le ou les agents étiologiques exacts n'ont pas pu être identifiés avec certitude. En cette affaire, la preuve est essentiellement d'ordre épidémiologique.

## La crise sanitaire du printemps 1981
Au printemps 1981, les hôpitaux et les médecins des environs de Madrid ont à faire face à une multiplication de malades présentant un tableau clinique ne correspondant à rien de connu mais évoquant d'abord une pneumopathie. L'épidémie, qui a commencé début avril, voire avant, atteint son pic en juin et prend vraiment fin en septembre (dernier cas répertorié) ; à l’époque elle n'est toutefois perçue que début mai.  
Le premier cas de ce qui prit rapidement la dimension d'une épidémie faisant la une des journaux est celui d'un  garçon de huit ans, Jaime Vaquero Garcia, mort le 1er mai 1981 lors de son transfert à l'hôpital La Paz à Madrid. Ses cinq frères et sœurs sont également hospitalisés : l'une des filles est placée en unité de soins intensifs ; les quatre autres enfants sont envoyés à l'hôpital del Rey, prestigieux établissement madrilène spécialisé dans les maladies infectieuses, où les médecins diagnostiquent une « pneumonie atypique ». 
Quelques jours plus tard, deux frères habitant à Torrejón dans le voisinage des premières victimes, et montrant les mêmes symptômes, sont hospitalisés d'urgence. Quinze jours plus tard, on recense plus d'une centaine de cas semblables, tous regroupés dans la région de Madrid.
Les personnes atteintes, parmi lesquelles on croit d'abord trouver un nombre significatif de femmes et d'enfants, présentent le même tableau clinique : les premiers symptômes rappelant ceux de la grippe - fièvre, difficultés respiratoires, nausées et vomissements - sont suivis rapidement d'un œdème pulmonaire et de démangeaisons et de douleurs musculaires.
La piste d'une épidémie résultant d'une infection pulmonaire (par une légionelle ou un mycoplasme), d'abord envisagée (la découverte par les scientifiques de l'existence de la maladie du légionnaire est alors toute récente), est abandonnée au vu du résultat négatif d'un traitement par antibiotique. Diverses hypothèses, rapports et rumeurs circulent alors. Une étude minutieuse des dossiers cliniques des patients croisée avec l'examen de données géographiques et sociologiques oriente les recherches vers l'hypothèse d'une intoxication alimentaire. Des enquêtes épidémiologiques sont diligentées.
Début juin, le Dr Juan Tabuenca Oliver, directeur de l'hôpital pour enfants Niño Jesus, annonce qu'il a identifié la cause de l'épidémie : les 210 enfants traités dans son service ont tous consommé de l’huile de colza. 
Tard dans la soirée du 10 juin, par voie de la télévision - sur TVE-, une annonce officielle informe le public que l'épidémie est due à une « huile frelatée » sans autre précision. C'est le 21 juin que les autorités se feront plus précises, incriminant seulement alors spécifiquement l'huile de colza dénaturée vendue frauduleusement comme huile d'olive : cette huile, plutôt à usage industriel qu'alimentaire, peu coûteuse, aurait été importée de France par la SA RAP (Refinería de Aceite de Pescado) de Saint-Sébastien, pour le compte du groupe milanais RAELCA, et raffinée par ITH à Séville. Elle était vendue sur les marchés hebdomadaires comme « huile d'olive » et se retrouvait ainsi consommée en salade ou dans les cuisines. Selon l'hypothèse généralement reçue depuis, l'empoisonnement était dû aux composés toxiques introduits dans le processus d'affinage pour extraire l'aniline et dénaturer les huiles en vue de leur utilisation par l'industrie.
Une fois reconnue l'origine du mal, les autorités de santé mirent en œuvre une opération de collecte où les ménages qui avaient acheté de l'huile toxique pouvaient l'échanger contre une bouteille d'huile d'olive véritable. Cette opération d'échange de bouteilles a été lancée le 26 juin. La corrélation du déclin de l'épidémie avec la mise en place de cette mesure est observée, mais aussi discutée dans ses détails et sa signification.
Le 12 septembre The Lancet publie un article du Dr Juan Tabuenca Oliver.
En juin 1982, le gouvernement met en place un Plan Nacional para el Síndrome Tóxico, présidé par Eduardo Sanz Ortega, puis, en 1983, par Carmen Salanueva Urtiaga.

## Les symptômes
Tels que diagnostiquées chez les victimes espagnoles, on distingue trois phases du syndrome :
- un début très aigu, associant des signes de pleuropneumopathie atypique fébrile, avec rash et myalgies diffuses, une hyperéosinophilie ;
- entre deux et quatre mois plus tard apparaissent des arthrites, des myalgies intenses, des raideurs articulaires, des œdèmes sous-cutanés de la face et des membres (dans 59 % des cas), une élévation de concentration des IgE sériques dans le sang des patients. Des facteurs antinucléaires sont présents dans 46 % des cas ;
- après le quatrième mois une phase chronique s'installe chez 25 % des patients, qui se manifeste par une sclérose cutanée associée à un syndrome neuromusculaire, une polyneuropathie périphérique à prédominance motrice et diverses manifestations systémiques.

## Traitement
Il n'existe aucun traitement pour traiter le syndrome ; les corticostéroïdes sont utilisés pour traiter l'éosinophilie.

## Nombre de victimes

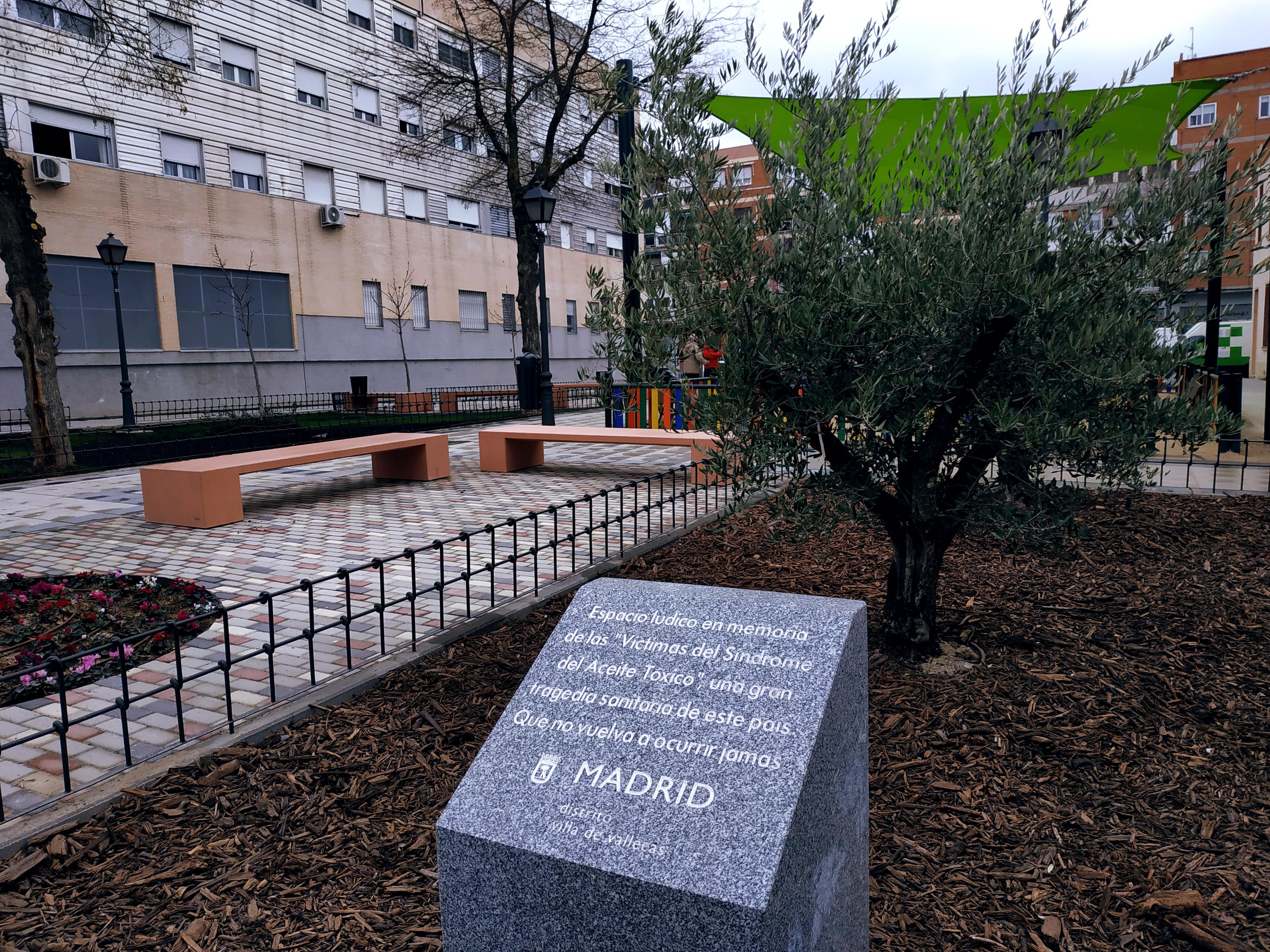
Stèle à la mémoire des victimes, dans le quartier madrilène de Villa de Vallecas.

Un premier décompte officiel, basé sur le nombre d'hospitalisation de patients suspectés d'être atteints du syndrome, est établi en octobre 1981. En mai 1997, le bureau européen de l'OMS, réexaminant les cas en rapport avec les critères retenus, publie un décompte de 19 904 patients.
Les associations de victimes font état de 4 000 invalides, 20 000 personnes affectées plus ou moins durablement et 1 200 morts.

## Doutes sur l'origine du mal
La concentration des premiers cas de l'infection dans la banlieue de Madrid, à proximité de la base militaire américaine de Torrejón de Ardoz, et l'atmosphère de secret entourant les premières investigations ont soulevé des soupçons d’attentat. Au surplus, plusieurs personnes frappées par l'empoisonnement protestèrent qu'elles n'avaient jamais consommé de cette huile. Quoique ces bouteilles fussent vendues à la criée sur les marchés, une forte proportion des patients appartenait aux classes supérieures. Une théorie concurrente de la version officielle attribue l'intoxication à une exposition aux composés organophosphorés employés dans l'industrie des pesticides,, car ces composants chimiques ont été retrouvés chez presque tous les patients soumis au dépistage.
Ainsi dès le 12 mai 1981, le Dr Angel Peralta, chef du département d’endocrinologie de l'hôpital La Paz, affirme au contraire, dans un article, que les symptômes de l'endémie sont vraisemblablement liés à un empoisonnement aux organo-phosphates. Le directeur de l'hôpital Del Rey, le Dr Muro, qui disposait le 10 juin des résultats d'analyse des huiles ingérées par ses patients, relève que la thèse de l'huile toxique est insuffisante car il n'y a pas deux huiles de même composition. Un interrogatoire systématique des familles de victime, des vendeurs de marchés et des transporteurs le mène au fil des mois à conclure que la cause de l'empoisonnement provient plutôt de la consommation de tomates de la région d'Almería traitées aux produits organophosphatés, le tableau clinique correspondant davantage à ce type de toxicité. Les tomates et les légumes finissent par pourrir sur les marchés. Par la suite, certains responsables sanitaires mettent en cause les chiens, les chats, les oiseaux, dont beaucoup furent sacrifiés par leurs maîtres affolés. 
Et s'il est vrai que seules des données épidémiologiques concordantes accusent la composition de l'huile dans ce désastre humain, aucune expérimentation animale n'a permis depuis de reproduire les symptômes de l'empoisonnement à l'huile frelatée ; aucune expérimentation in vivo ou in vitro consistant à administrer des composants spécifiques de l’« huile frelatée », que ce soient les acides gras anilides ou les esters de phosphatase, n'a permis de conclure que ces marqueurs étaient des agents actifs de la pathogenèse du « syndrome de l'huile empoisonnée. »
Dans un article de 2004, Benedetto Terracini passant en revue ces objections, considère toutefois la version de l'OMS comme assurée.
En 1988, dans « El montaje del síndrome tóxico » (Der Tod, der von den Feldern kam - Die spanische Giftkatastrophe), les auteurs allemands Gudrun Greunke et Jorg Heimbrecht se font les tenants de thèses contestant la version officielle.

## Aspects économiques
Quatre ans avant la crise sanitaire, le gouvernement espagnol avait interdit d'importation les huiles de colza destinées à la consommation humaine. Seule demeurait autorisée l'importation d'huile de colza à destination industrielle, qui devait être dénaturée pour en empêcher l'usage alimentaire. La dénaturation donnait à l'huile une coloration rouge. Soumise à divers procédés de raffinage, cette huile, perdant la coloration qui la désignait comme altérée, fut vendue illégalement à des fins alimentaires.
En juillet 1981, après l'annonce de la découverte de traces d'hydrocarbures dans quelques huiles d'olive, la communauté européenne décrète un embargo général sur les huiles d'olive espagnoles.
Ce drame a poussé les instances espagnoles à doter leur pays, avant la plupart des autres pays européens, d'une loi générale destinée à protéger les consommateurs.

## Aspects politiques
Le gouvernement de Leopoldo Calvo-Sotelo est critiqué, notamment à travers son ministre de la santé Jesús Sancho Rof, pour son traitement de la crise, tandis que par ailleurs se multiplient les rumeurs de coup d'État (le 21 juin sont arrêtées des personnes suspectées de vouloir perpétrer un nouveau coup d'État). En octobre 1981, le PSOE appelle à la démission des ministres concernés par l'affaire de « la Colza ». Un vif débat anime alors la société espagnole au sujet de l'OTAN.
En 1985, la députée européenne Dorothée Piermont interpelle le Parlement européen au sujet du « scandale de l'huile frelatée en Espagne »,.

## Suites judiciaires
Tandis que les victimes intentent deux séries de procès, d'abord contre des importateurs d'huile, puis contre l'administration, un litige oppose Bayer à la revue Cambio 16.

### Les procès intentés par les victimes
Le 30 mars 1987, débute un procès contre 40 importateurs d'huile - 38 sont présents, deux ont fui à l'étranger - accusés d'homicides involontaires et de fraude. 1 500 témoins et 200 experts sont amenés à témoigner lors de ce qui est alors le plus long procès de l'histoire espagnole. L'épidémiologiste britannique Richard Doll apporte son témoignage. Le jugement final est rendu en mai 1989 : seuls 13 des 40 accusés sont reconnus coupables ; aucun n'est reconnu coupable d'homicide et seuls deux sont condamnés à des peines de prison ; certaines des personnes accusées font appel du jugement ; la Cour fixe les indemnisations à 122 000 $ pour chaque personne décédée et jusqu'à 730 000 $ pour les personnes handicapées, mais ne dit pas qui doit payer. Le jugement rendu en 1989 condamne les deux principaux importateurs à douze et vingt ans de prison. 
En 1992, la Cour Suprême saisie en appel accroît les peines de prison et porte le montant des indemnisations à 150 milliards de francs belges.
En 1991, est déposée une plainte contre l’administration, accusée de négligence.
En août 1994, l'Audiencia nacional accepte d'engager des poursuites contre l'administration, pour « imprudence téméraire et délit contre la santé publique». Le procès s'ouvre le 10 octobre 1995. Le 24 mai 1996, l'Audiencia Nacional juge M. Hernandez Bolanos, directeur du laboratoire central des douanes à l'époque des faits, pour « imprudence légère » dans les contrôles. Reconnaissant la responsabilité d'un fonctionnaire, ce procès engage directement la responsabilité civile subsidiaire de l’État, sommé de payer des milliards de francs à l'ensemble des victimes. Insatisfaites du montant des indemnités accordées par le juge, les associations de victimes décident de faire appel de cette décision devant le Tribunal suprême.
En 1997, la Cour suprême espagnole condamne l’État à payer 500 milliards de pesetas (3 milliards d'euros) aux personnes atteintes. En 2001, seules 7 000 des 18 236 victimes, soit 60 % des personnes éligibles à une indemnité, l'ont perçue.

### Procès en diffamation
Dans son no 681 du 17 décembre 1984, Cambio 16 publie un article intitulé « Un producto Bayer envenenó a España » où est affirmée la responsabilité d'un nématicide, le Nemacur produit par Bayer. La firme menace la revue d'un procès en diffamation au début de 1985,. À la fin de cette année, le litige se clôt par un accord extrajudiciaire, Cambio 16 acceptant de faire paraître un article rectificatif.

## Autres affaires impliquant des huiles toxiques
Si le syndrome de l'huile toxique n'a été constaté qu'à l'occasion de la crise sanitaire espagnole de 1981, d'autres alertes sanitaires causées par des huiles frelatées ont eu lieu, avant ou après 1981, en différentes parties du monde.
- En 1959, la Ligue des Sociétés de la Croix-Rouge et l'Organisation mondiale de la Santé nomment le docteur Gustave Gingras à la tête d'une mission internationale chargée d'aider le Maroc, nouvellement arrivé à l'indépendance en 1956, à comprendre et à résoudre une épidémie de paralysie apparue dans la région de Meknès. 10 000 personnes furent alors affligées de paralysie à la suite de l’introduction sur le marché alimentaire national d’un lubrifiant pour avions à base de Tricrésylphosphate[33] frauduleusement mélangé avec de l’huile d’olive et vendu comme huile à friture[34]. Après 18 mois d’efforts de réadaptation et de chirurgie, seulement 120 étaient encore paralysées[35]. Abdelmalek Faraj alors directeur de l'Institut d'hygiène de Rabat participe à cet effort. En 1961, est fondée la Ligue marocaine des victimes des huiles empoisonnées.
- En 1968, une contamination d'huile de riz par du Polychlorobiphényle (PCB) provoque au Japon une épidémie, la maladie de Yushō.
- En 2008, en Europe, des traces d'huile minérale issue d'hydrocarbures sont retrouvées dans des stocks d'huile de tournesol importés d'Ukraine. Fin avril 2008, la Commission européenne lance une alerte ; elle conseille aux autorités de retirer du marché les produits ou nourritures contenant plus de 10 % d'huile de tournesol venue d'Ukraine[36]. Depuis le 1er janvier 2009, la Grèce a interdit la vente de ces huiles.